# Alberto Blanco (futbolista)
Luis Alberto Blanco Saavedra (Panamá, 8 de enero de 1978) es un exfutbolista panameño que jugó como centrocampista. Ejerce como Director Técnico y actualmente es el segundo técnico del CA Independiente de la Primera División de Panamá. Es el cuarto futbolista centroamericano con más títulos en el fútbol europeo (7 títulos oficiales) donde destacan 4 Ligas de Moldavía (2001, 2002, 2003, 2004), 1 Copa de Moldavía (2001), 2 Supercopas Moldavas (2003, 2004). Es el panameño con más títulos en el fútbol europeo.

## Selección nacional
Con la Selección de fútbol de Panamá jugó la Copa de Oro de la CONCACAF 2005, aquel equipo terminó segundo en el torneo. Hizo su debut con la selección en el 2000.

### Participaciones en selección nacional
| Copa            | Sede           | Resultado        | Partidos | Goles |
| --------------- | -------------- | ---------------- | -------- | ----- |
| Copa Uncaf 2001 | Honduras       | Cuarto lugar     | 5        | 0     |
| Copa Oro 2005   | Estados Unidos | Subcampeón       | 6        | 0     |
| Copa Uncaf 2007 | El Salvador    | Subcampeón       | 4        | 1     |
| Copa Oro 2009   | Estados Unidos | Cuartos de final | 1        | 0     |

### Goles internacionales
| Núm. | Fecha                 | Lugar                                                  | Rival       | Gol | Resultado | Competición               |
| ---- | --------------------- | ------------------------------------------------------ | ----------- | --- | --------- | ------------------------- |
| 1    | 20 de junio de 2004   | Estadio Nacional George Odlum, Vieux Fort, Santa Lucía | Santa Lucía | 0-3 | 0-3       | Eliminatoria Mundial 2006 |
| 2    | 13 de febrero de 2007 | Estadio Cuscatlán, San Salvador, El Salvador           | Costa Rica  | 1-0 | 1-0       | Copa Uncaf 2007           |
| 3    | 22 de agosto de 2007  | Estadio Rommel Fernández, Panamá, Panamá               | Guatemala   | 1-1 | 2-1       | Amistoso                  |

## Clubes

#### Como futbolista
| Club                   | País                   | Año       |
| ---------------------- | ---------------------- | --------- |
| San Francisco FC       | Panamá                 | 1998-2001 |
| FC Sheriff Tiraspol    | Moldavia               | 2001-2005 |
| FC Alania Vladikavkaz  | Rusia                  | 2005      |
| Al-Ain FC              | Emiratos Árabes Unidos | 2005-2006 |
| Al-Nasr                | Arabia Saudita         | 2006      |
| CD Plaza Amador        | Panamá                 | 2007      |
| San Francisco FC       | Panamá                 | 2007      |
| Junior de Barranquilla | Colombia               | 2008      |
| San Francisco FC       | Panamá                 | 2008      |
| Maccabi Netanya        | Israel                 | 2009      |
| San Francisco FC       | Panamá                 | 2009-2010 |
| Chorrillo FC           | Panamá                 | 2010      |
| SD Atlético Nacional   | Panamá                 | 2011-2013 |

#### Como entrenador
| Club                                    | País   | Año         |
| --------------------------------------- | ------ | ----------- |
| San Francisco FC (D. T. Sub-19)         | Panamá | 2014 - 2015 |
| SD Panamá Oeste                         | Panamá | 2019        |
| Divisiones Menores del San Francisco FC | Panamá | 2020        |
| Universidad Latina (D. T. Sub-21)       | Panamá | 2022        |
| CD Universitario (Interino)             | Panamá | 2022        |

### Como asistente
| Club             | País   | Año           | Asistente de     |
| ---------------- | ------ | ------------- | ---------------- |
| CD Universitario | Panamá | 2021-2022     | Gary Stempel     |
| CA Independiente | Panamá | 2022-presente | Franklin Narváez |

## Palmarés

#### Como futbolista
| Título             | Club                | País                   | Año     |
| ------------------ | ------------------- | ---------------------- | ------- |
| Superliga          | FC Sheriff Tiraspol | Moldavia               | 2000-01 |
| Copa de Moldavia   | FC Sheriff Tiraspol | Moldavia               | 2000-01 |
| Superliga          | FC Sheriff Tiraspol | Moldavia               | 2001-02 |
| Superliga          | FC Sheriff Tiraspol | Moldavia               | 2002-03 |
| Supercupa Moldovei | FC Sheriff Tiraspol | Moldavia               | 2003    |
| Superliga          | FC Sheriff Tiraspol | Moldavia               | 2003-04 |
| Supercupa Moldovei | FC Sheriff Tiraspol | Moldavia               | 2004    |
| Copa Presidente    | Al-Ain FC           | Emiratos Árabes Unidos | 2005-06 |
| Primera División   | San Francisco FC    | Panamá                 | 2007-C  |

- Datos: Q2915178